# Jakab Rudolf
Jakab Rudolf (Újpest, 1891. szeptember 20. – Budapest, 1968. december 1.) a munkásmozgalom harcosa, géplakatos.

## Élete
1908-ban belépett a Magyarországi Szociáldemokrata Pártba, illetve a magyarországi Vas- és Fémmunkások Központi Szövetségébe. Dolgozott a Hofherr-Schrantz, illetve a Láng gyárban is, az első világháború kitörésekor pedig a Teudloff-Dittrich gyár lőszergyártó üzemébe került, ahol a munkások főbizalmivá választották meg. Részt vett antimilitarista tüntetések és sztrájkok szervezésében. 1918-ban a Katonatanács tagja lett, majd egyik alapítója, később parancsnokhelyettese a kispesti Népőrségnek, amely a kommün alatt a kispesti Vörös Őrséget képezte. Szerepet vállalt emellett a Kommunisták Magyarországi Pártjának létrehozásában, a proletárdiktatúra idején először a Vörös Őrség zászlóalj parancsnokaként működött, és ezen minőségében 1919 májusában kényszerítette Hatvanban az iglói ellenforradalmi csapatokat fegyverletételre. A Tanácsköztársaság utolsó hetében a Vörös Őrség országos parancsnokságán működött, a bukást követően azonban letartóztatták, és 15 év fegyházbüntetést szabtak ki rá. Büntetését 1922-ben megszakították, és a szovjet–magyar fogolycsere-akció keretei között Szovjet-Oroszországba került, s Moszkvában telepedett le. Kezdetben autójavító műhelye volt, majd a vasútnál működött, de a mozgalommal nem szakított soha. Később Szimferopol párttitkára lett. 1938-ban koholt vádak alapján letartóztatták és elítélték, aranybányába vitték kényszermunkára. Sztálin halála után, 1955-ben rehabilitálták, ezt követően tért vissza hazájába feleségével, hátra hagyva két fiát a Szu-ban. Magyarországon tanácsadóként működött haláláig, a KB-nál. Munkásságának elismeréseképpen még a Szovjetunióban megkapta a Lenin-rendet, 1968-ban megkapta a Munka Vörös Zászló Érdemrendjét. Haláláig egy veterán otthonban élt feleségével.